# Точилове
Точилове (на украински: Точилове) е село в Южна Украйна, Подилски район на Одеска област. Основано е през 1961 година. Населението му е около 1181 души.